# Lumbarda
Lumbarda je naselje na istočnom rtu otoka Korčule i općina Dubrovačko-neretvanske županije.
Lumbarda ima bogatu povijest sačuvana u pisanim dokumentima starim više od dva tisućljeća. Lumbarda je u prošlosti bila ladanjsko odredište korčulanskih biskupa i vlastele.

## Općinska naselja
Jedino je istoimeno naselje Lumbarda.

## Zemljopis
Smještena je uz more, na padinama brežuljaka. Dolinom između brežuljaka dominiraju vinogradi.
Nadomak mjesta je arhipelag od dvadesetak otočića.
Do Lumbarde se stiže iz šest kilometara udaljene Korčule cestom koja prolazi kroz maslinike i borovu šumu.

## Stanovništvo
Prema popisu stanovništva iz 2011. godine u Lumbardi obitava 1213 stanovnika.
| broj stanovnika | 580   | 703   | 831   | 1029  | 1197  | 1349  | 1349  | 1243  | 1185  | 1235  | 1142  | 1068  | 1040  | 1102  | 1221  | 1213  | 1209  |
|                 | 1857. | 1869. | 1880. | 1890. | 1900. | 1910. | 1921. | 1931. | 1948. | 1953. | 1961. | 1971. | 1981. | 1991. | 2001. | 2011. | 2021. |

| broj stanovnika | 580   | 703   | 831   | 1029  | 1197  | 1349  | 1349  | 1243  | 1185  | 1235  | 1142  | 1068  | 1040  | 1102  | 1221  | 1213  | 1209  |
|                 | 1857. | 1869. | 1880. | 1890. | 1900. | 1910. | 1921. | 1931. | 1948. | 1953. | 1961. | 1971. | 1981. | 1991. | 2001. | 2011. | 2021. |

## Gospodarstvo
Stanovnici su se stoljećima bavili vinogradarstvom, ribarstvom i kamenoklesarstvom. U novije vrijeme prednjači turizam.

## Poznate osobe
- Frano Kršinić, kipar
- Ivo Lozica, kipar

## Spomenici i znamenitosti
- Lumbardska psefizma
- Spomenik palim borcima NOB-a
- Spomenik partizana-brodograditelja

## Obrazovanje
- OŠ kralja Tomislava – Lumbarda

## Kultura
- Klapa Korda
- KUD Ivo Lozica
- Klapa Izergo
- Klapa Porat

## Šport
- MNK Lumbarda, malonogometni klub
- ŽRK Lumbarda, ženski rukometni klub

## Vanjske poveznice
- službeno mrežno mjesto Općine
- Turistička zajednica Lumbarde